# They Knew What They Wanted
They Knew What They Want ist ein US-amerikanischer Spielfilm aus dem Jahr 1940, den Regisseur Garson Kanin nach dem gleichnamigen, 1925 mit dem Pulitzer-Preis für Theater ausgezeichneten Stück von Sidney Howard inszenierte. In den Hauptrollen spielen Carole Lombard und Charles Laughton.

## Handlung
Tony ist ein erfolgreicher, allerdings ungebildeter Winzer mittleren Alters. Er schickt die Fotografie seines gut aussehenden jungen Vorarbeiters Joe anstelle seines eigenen Fotos an Amy, eine Kellnerin in einem Restaurant in San Francisco. Dabei hat er die Hoffnung, Amy für sich zu gewinnen. Über Briefkontakt kommen beide sich näher und Tony lädt seine „zukünftige Frau“ zu sich zu Besuch ein.
Als sie auf seiner Farm in Napa eintrifft, hält sie Joe für den wohlhabenden Tony. Als Tony, der nur gebrochen Englisch spricht, versucht, die Dinge zu erklären und ihre Zuneigung zu gewinnen, ist sie zunächst wütend. Am Ende willigt Amy in die Ehe mit Tony ein. Die Dinge verkomplizieren sich, als Amy ihre Gefühle für Joe entdeckt und Tony, mittlerweile zum Krüppel geworden, auf ihre Hilfe angewiesen ist. Amy wird von Joe schwanger. Obwohl Tony den Betrug entdeckt, bietet er Amy an, zum Wohle des Kindes bei ihr zu bleiben.

## Hintergrund
They Knew What They Wanted war die dritte Verfilmung des gleichnamigen Stücks. Es wurde 1925 mit dem Pulitzer-Preis als bestes Bühnenwerk ausgezeichnet. Bereits 1928 wurde der Stoff als Stummfilm unter dem Titel The Secret Hour mit Pola Negri und Jean Hersholt auf die Leinwand gebracht. Gut ein Jahr später entstand eine Neuverfilmung unter dem Titel A Lady To Love mit Vilma Bánky und Edward G. Robinson in den Hauptrollen. Das Stück lieferte auch die Grundlage für das von Frank Loesser komponierte Broadway-Musical The Most Happy Fella aus dem Jahr 1956.
Der spätere Oscarpreisträger Karl Malden machte hier in der Nebenrolle des Red sein Filmdebüt. Auch Tom Ewell kam in einer nicht im Abspann erwähnten, kleinen Nebenrolle zu seinem Einstand als Filmschauspieler.
Mit Verlusten von rund 290.000 US-Dollar war der Film ein kommerzieller Misserfolg.

## Auszeichnungen
Für seine Rolle als Joe wurde William Gargan bei der Oscarverleihung 1941 für den Oscar als bester Nebendarsteller nominiert, unterlag aber Walter Brennan in The Westerner.